# Hibiscus vitifolius
Hibiscus vitifolius är en malvaväxtart som beskrevs av Carl von Linné. Hibiscus vitifolius ingår i Hibiskussläktet som ingår i familjen malvaväxter.

## Underarter
Arten delas in i följande underarter:
- H. v. lukei
- H. v. vitifolius

## Bildgalleri

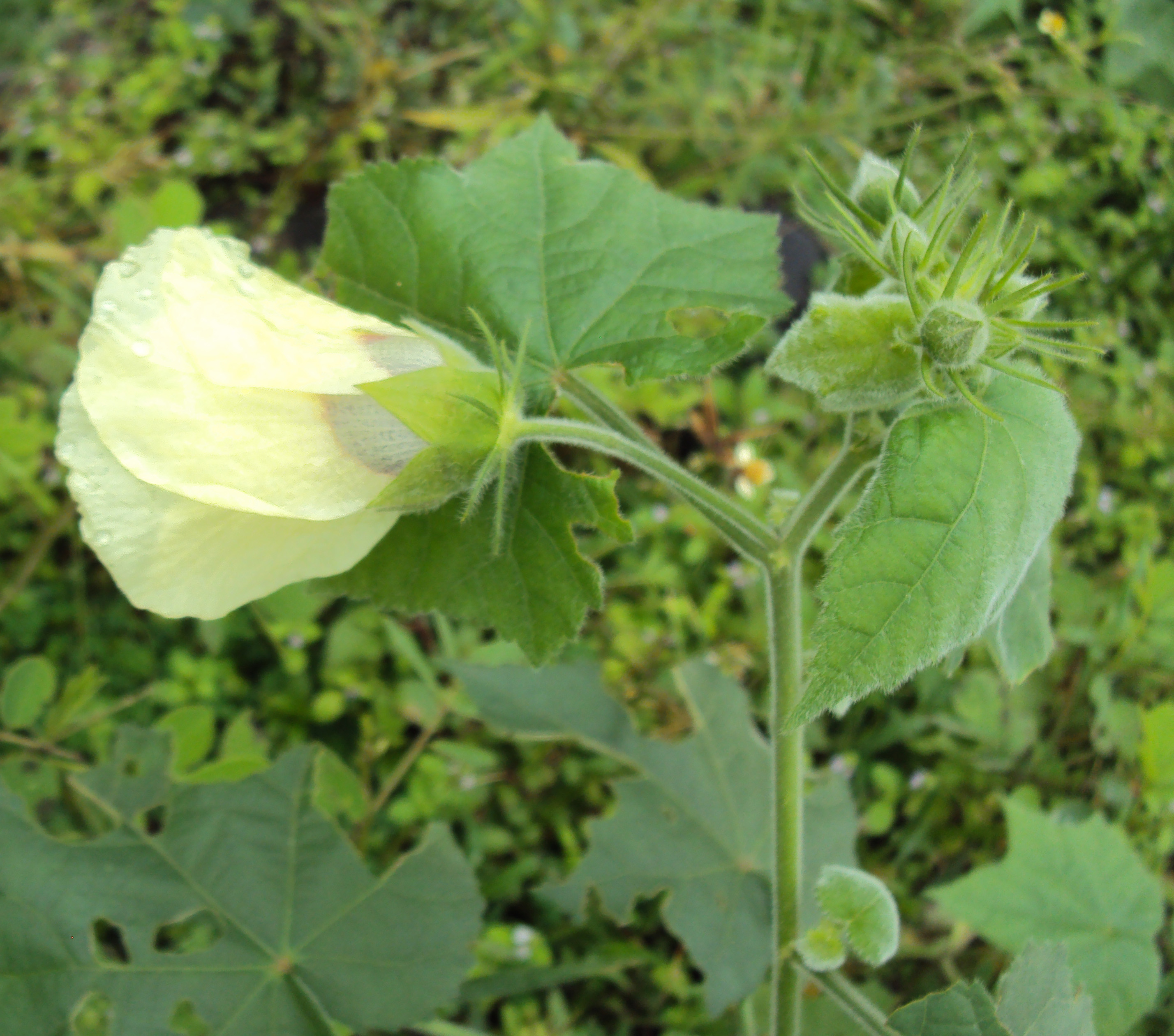
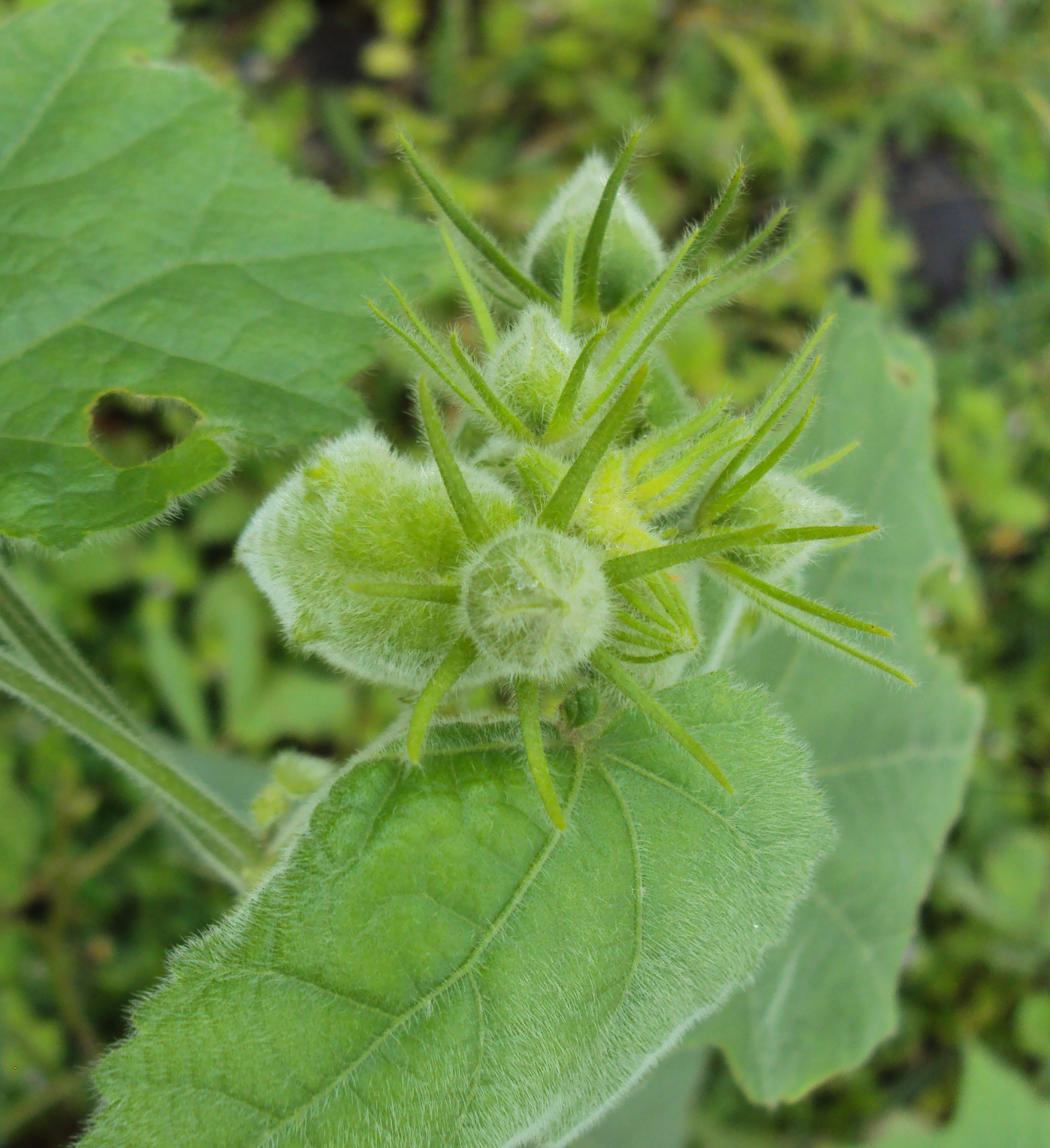
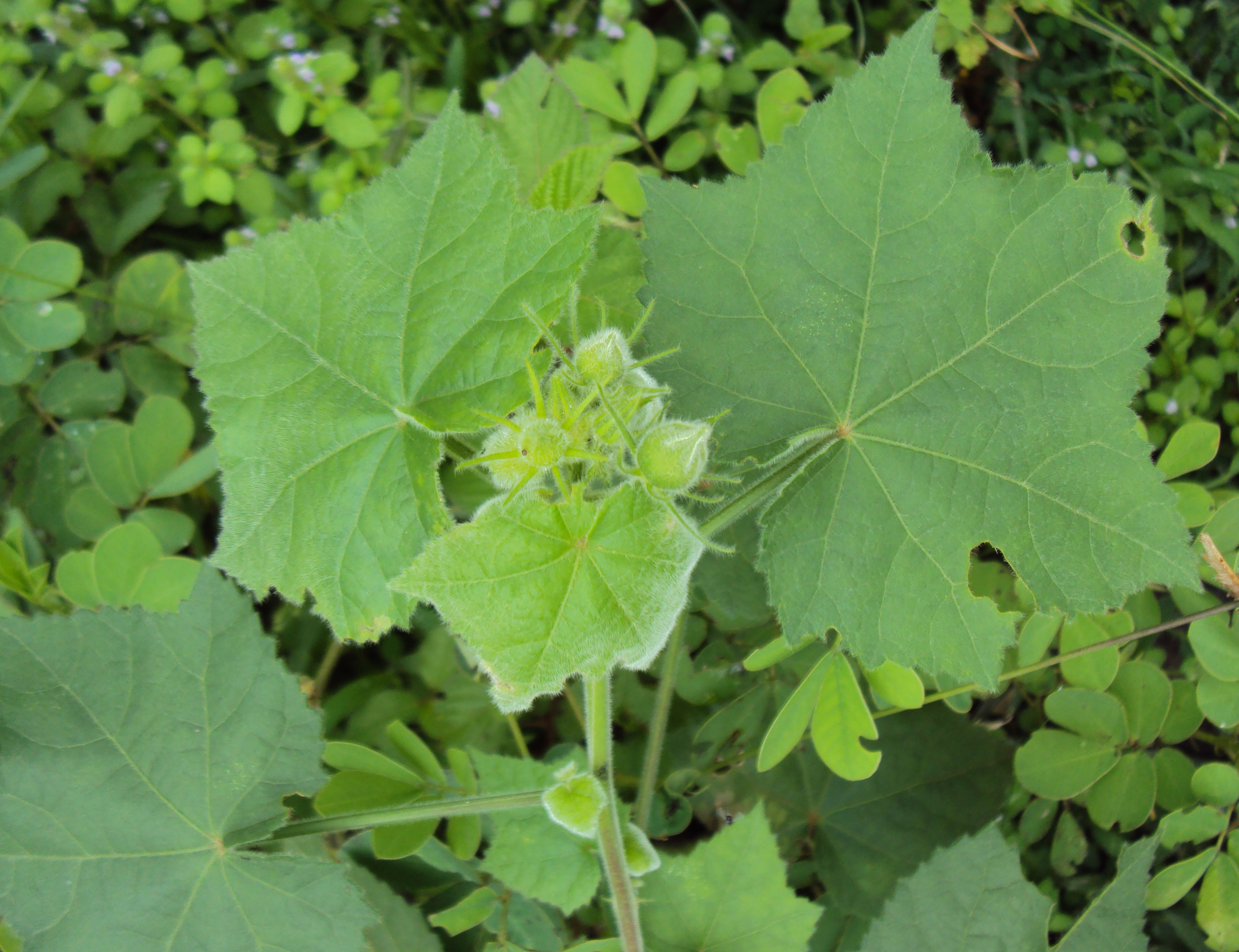
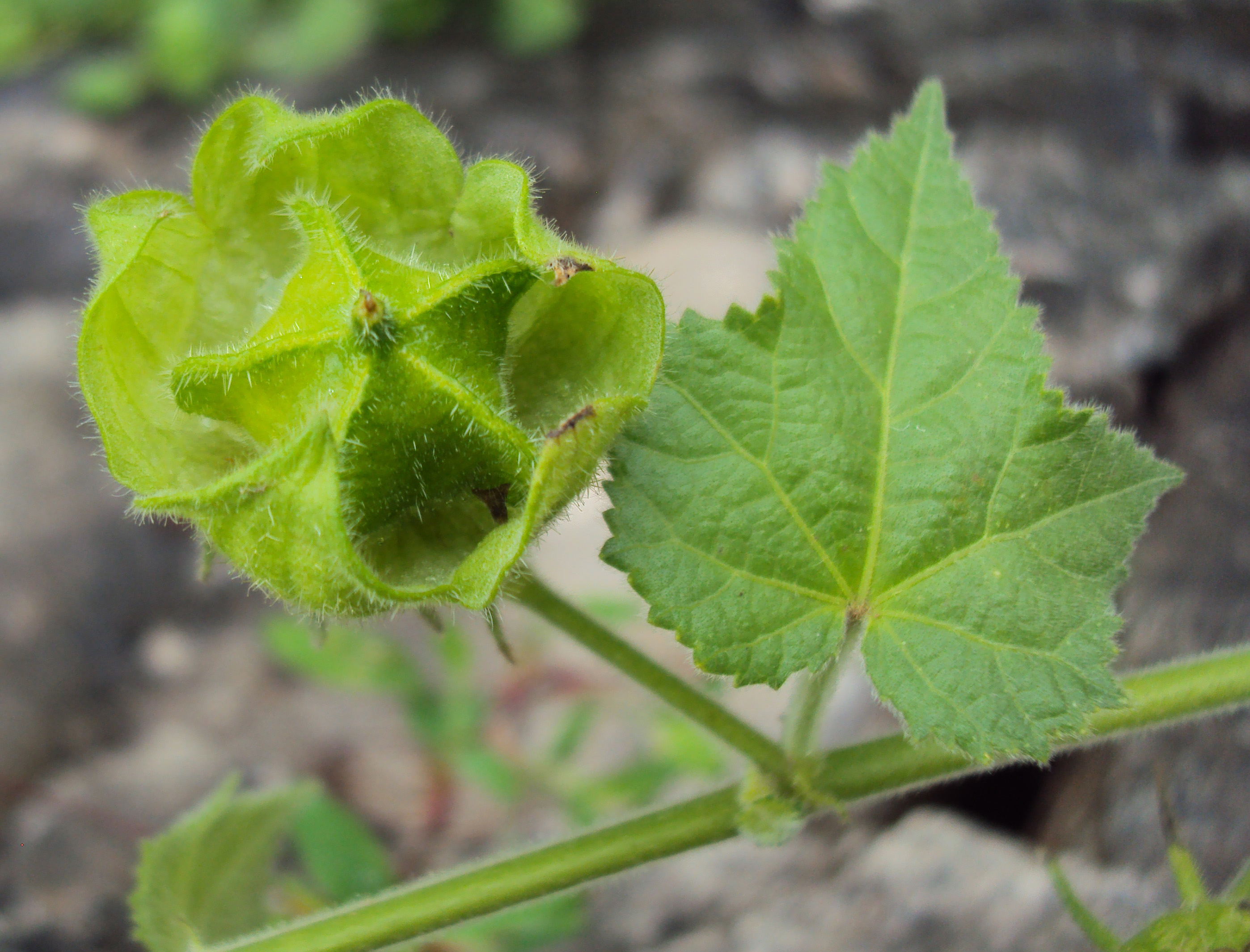
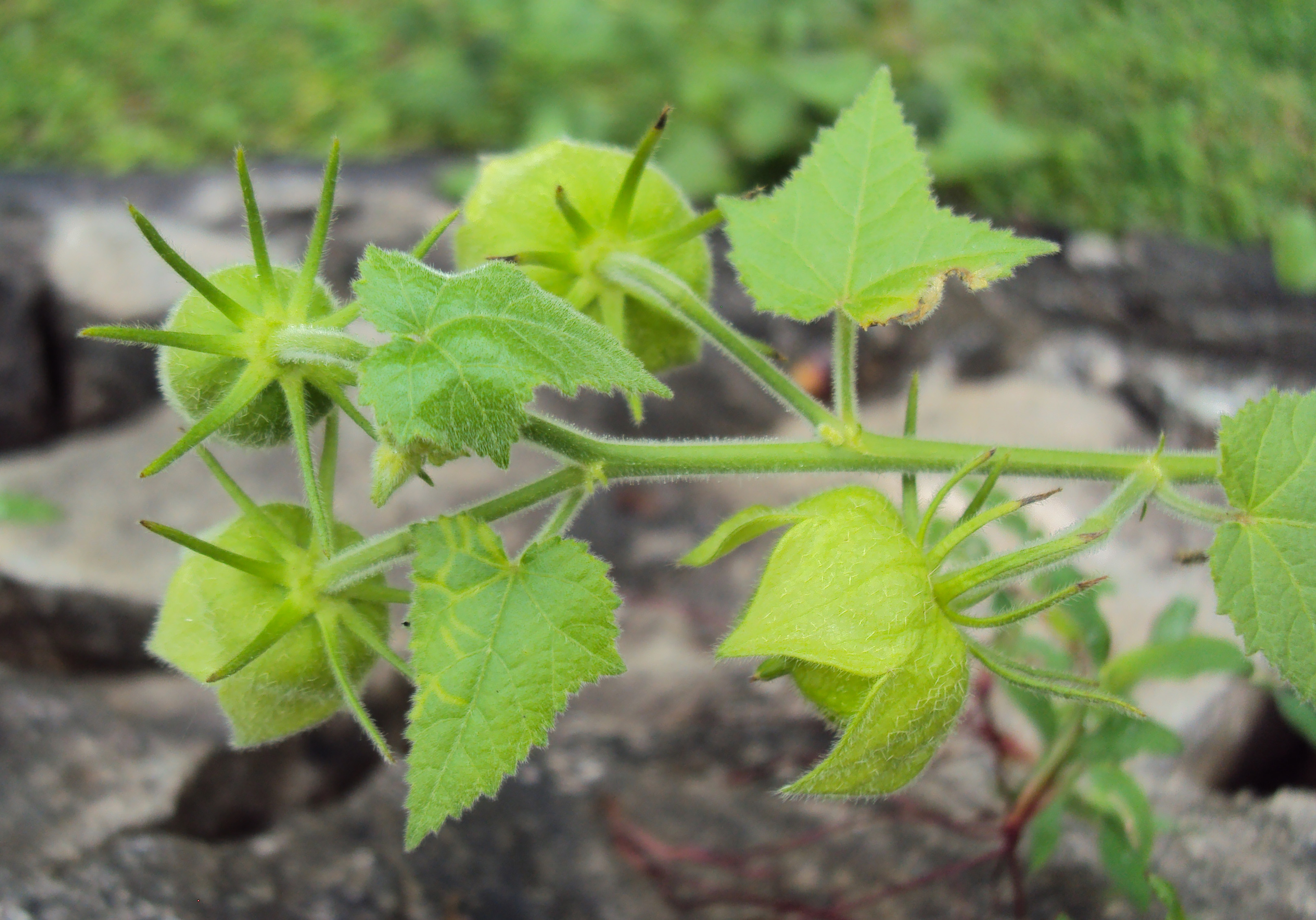
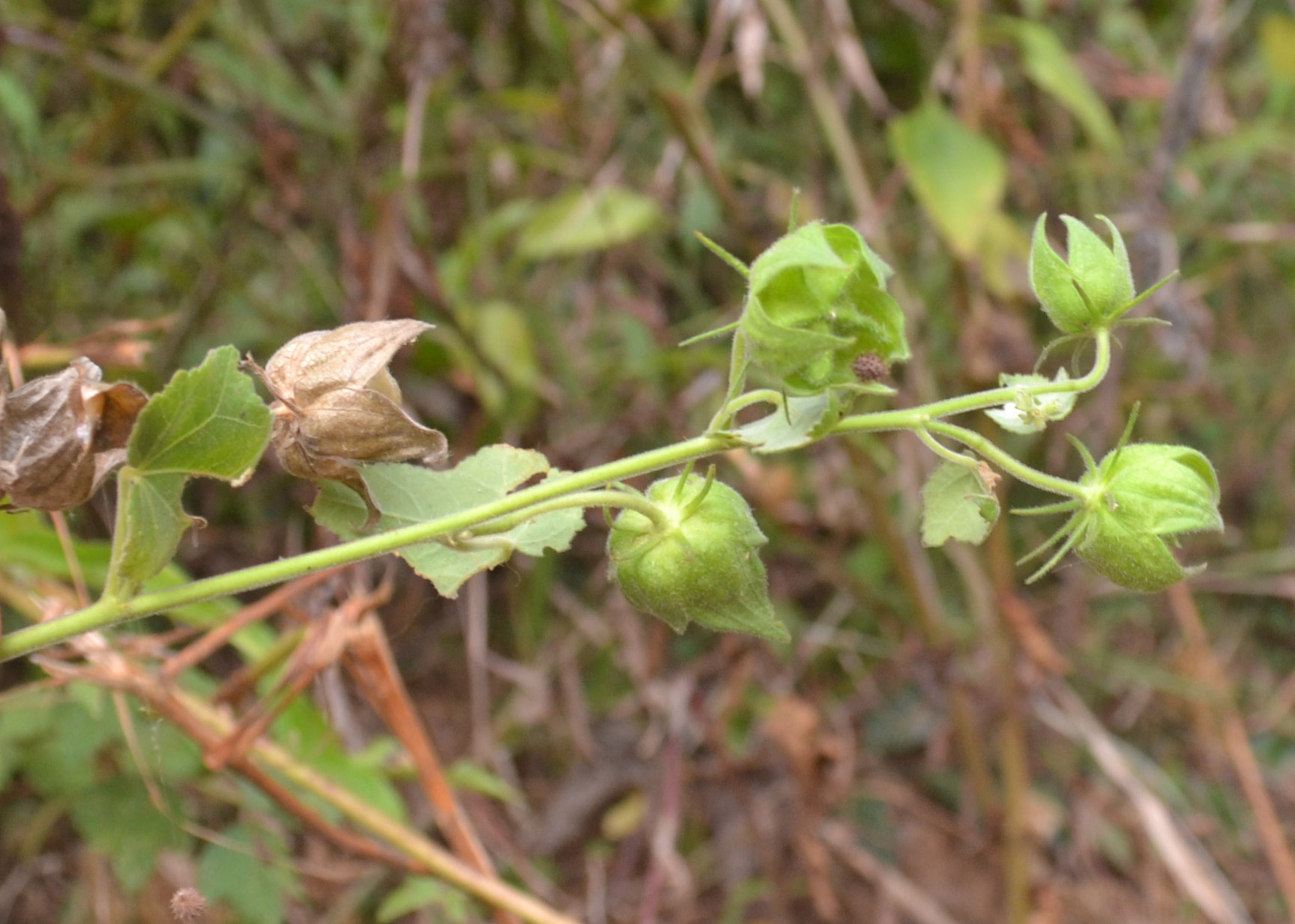